# Kanton Ghisoni
Kanton Ghisoni (francouzsky Canton de Ghisoni) je francouzský kanton v departementu Haute-Corse v regionu Korsika. Tvoří ho 4 obce.

## Obce kantonu
- Ghisonaccia
- Ghisoni
- Lugo-di-Nazza
- Poggio-di-Nazza